# Алтамонт (Пенсилванија)
Алтамонт (енгл. Altamont) насељено је место без административног статуса у америчкој савезној држави Пенсилванија.

## Демографија
По попису из 2010. године број становника је 602, што је 2.087 (-77,6%) становника мање него 2000. године.
| Група             | 2000.         | 2010.       |
| Белци             | 1.362 (50,7%) | 592 (98,3%) |
| Афроамериканци    | 1.107 (41,2%) | 1 (0,2%)    |
| Азијати           | 17 (0,6%)     | 1 (0,2%)    |
| Хиспаноамериканци | 206 (7,7%)    | 8 (1,3%)    |
| Укупно            | 2.689         | 602         |